# 拍住賞
拍住賞 Tap & Go，是由香港電訊的全資附屬公司 HKT Payment Ltd 於2015年推出的電子錢包，功能包括商店付款、網上購物、P2P 轉帳等。HKT Payment Ltd 於2016年8月取得香港金融管理局「儲值支付工具牌照」（SVF0002）。

## 歷史
2015年7月，香港電訊旗下的 HKT Payment Ltd 正式推出「拍住賞」，csl. 或 1010 的 Android 手機用戶可利用配備全功能的 SIM 卡使用 MasterCard PayPass 付款服務；同年12月則推出「拍住賞」實體卡。2016年7月，它將「拍住賞」卡加入 Apple Pay 內使用，8月便取得香港金融管理局「儲值支付工具牌照」（SVF0002）；翌年1月再把「拍住賞」卡加入 Android Pay，同年12月更推出「拍住賞」虛擬卡「i.Card」。
2018年3月，香港電訊旗下的 HKT Payment Ltd 又推出「拍住賞」銀聯卡，包括實體卡及 i.Card 。6月25日起，不再接受啟動 SIM 卡內之「拍住賞」卡；9月30日開始支援由香港金融管理局所推出的「轉數快FPS」，但一個月後鑑於不同儲值支付工具，包括「拍住賞」電子錢包，被不法之徒盜用身份開設戶口，並設立銀行電子直接扣帳授權服務（eDDA）對電子錢包進行增值，然後盜用錢包內的款項，故被金管局暫停「電子直接扣帳授權」（eDDA）服務。
2020年12月，香港電訊旗下的數碼金融平台HKT Flexi推出數碼化貸款分期計劃，將貸款直接轉入到「Tap & Go」賬戶。
2021年6月8日，香港政府公布香港消費券計劃選定了包括Tap & Go「拍住賞」在內的四個指定儲值支付工具讓市民分期領取5,000元消費券。
2024年8月起，「拍住賞」客戶(Lite帳戶除外)可在中國內地透過「拍住賞」應用程式，掃描商戶的銀聯二維碼，或於支援銀聯二維碼付款功能的商戶顯示應用程式內的二維碼進行付款。同年十二月宣布，支援「微信支付收款碼」。

## 使用方法
拍住賞登記及增值方法
1. 準備一部可以連接互聯網及有NFC功能的智能手機
2. 於Google Play Store或 Apple App Store下載 Tap & Go應用程式
3. 於應用程式內登記身分證資料(若不登記，程式會停用大部分功能)
4. 於便利店或HKT旗下的電訊商增值戶口，最低增值額為港幣一百元

拍住賞 Mastercard使用方法
1. 啟動Mastercard
2. 下載Google Pay或銀包(iOS)
3. 將應用程式內的Mastercard連結至Google Pay或銀包(iOS)
4. 實體店付款時需先開啟NFC功能，後表明以Google Pay或Apple Pay付款，將電話緊貼信用卡感應器拍卡
5. 網店付款只需輸入Mastercard資料與3D認證

拍住賞銀聯使用方法
1. 啟動銀聯卡
2. 下載雲閃付應用程式
3. 將應用程式內的銀聯卡連結至雲閃付應用程式
4. 實體店付款時需先開啟雲閃付程式，後表明以雲閃付付款，將程式內的二維碼向收銀員展示

## 服務
現時Tap & Go提供轉數快、萬事達虛擬卡及銀聯虛擬卡作一般交易用途，用家實名登記戶口後即可使用。值得留意的是Tap & Go的各種交易方式都有不同好處及壞處
| 支付平台            | 好處                                                                          | 壞處                                       |
| ------------------- | ----------------------------------------------------------------------------- | ------------------------------------------ |
| 轉數快 (香港)       | 免手續費 每日港幤最高消費額達港幣400,000元                                    | 只可在香港商戶進行交易 實體店支援數目少    |
| 萬事達虛擬卡 (美國) | 支援Apple Pay、Google Pay 全球適用 沒有交易上限                               | 以非港幣簽賬，收費簽賬金額的2%             |
| 銀聯虛擬卡 (中國)   | 支援Apple Pay、華為支付 可以連結雲閃付同支付寶內地版以二維碼進行交易 免手續費 | 只適用於支付港幣/人民幣1,000元或以下的交易 |

Tap & Go 拍住賞提供以下服務：
- 商店付款
- 網上購物
- P2P 轉帳
- 繳費服務

## 事件
2021年8月，多名用戶未能使用消費券及餘額亦未能使用（系統顯示付款失敗，但仍然會扣除消費券以及餘額），社交平台Facebook出現了很多Tap&Go苦主追討等的群組，很多用戶至少致電一至兩小時才有客户服务代表接聽有關客戶電話。

## 外部連結
- Tap & Go 拍住賞官方網站 （页面存档备份，存于）